# Festival international du film de Toronto 1977
Le Festival international du film de Toronto 1977 est la 2e édition du festival. Il s'est déroulé du 9 septembre 1977 au 18 septembre 1977.

## Gala Presentation
- L'Ascension (Восхождение) de Larisa Shepitko
- L'une chante, l'autre pas d'Agnès Varda
- La Ballade de Bruno (Stroszek) de Werner Herzog
- Iphigénie (Ιφιγένεια) de Michael Cacoyannis
- Jacob le menteur de Frank Beyer[1]
- L'Innocent (L'Innocente) de Luchino Visconti
- New York-Miami (It Happened One Night) de Frank Capra
- Duel de Steven Spielberg
- Les Désaxés (The Misfits) de John Huston
- Les Nuits de Cabiria (Le notti di Cabiria) de Federico Fellini
- La vie est belle (It's a Wonderful Life) de Frank Capra
- Lions Love d'Agnès Varda
- Happy Day de Pantelis Voulgaris
- Lola Montès de Max Ophüls
- La Cecilia de Jean-Louis Comolli
- Lettre d'une inconnue (Letter from an Unknown Woman) de Max Ophüls
- Queimada de Gillo Pontecorvo
- Les Désemparés (The Reckless Moment) de Max Ophüls
- Madame de... de Max Ophüls

## Cinéma canadien
- J.A. Martin photographe de Jean Beaudin
- Outrageous! de Richard Benner[2]
- Ti-Cul Tougas ou Le bout de la vie de Jean-Guy Noël
- À tout prendre de Claude Jutra